# I'm Here (伊藤由奈の曲)
「I'm Here」（アイム・ヒア）は、伊藤由奈の7枚目のシングル。2007年3月14日発売。発売元はソニー・ミュージックレコーズ。

## 解説
1枚目のアルバム『HEART』が初登場1位（オリコン）となってから間もなく発表された、伊藤由奈の2007年第1弾シングル。
表題曲「I'm Here」は関西テレビ・フジテレビ系ドラマ『アンフェア』の劇場版『アンフェア the movie』の主題歌およびスペシャルドラマ『アンフェア the special ダブル・ミーニング―二重定義』の挿入歌に起用されている。なお、カップリング曲「Reason Why」も同映画の挿入歌として起用されているため、シングルは実質ダブル・タイアップ作である。『アンフェア』とのタイアップは2枚目のシングル「Faith」に次ぎ2度目である。
同ドラマの2012年以降の再放送分では挿入歌のデスティニーズ・チャイルド「サヴァイヴァー（Survivor）」が「I'm Here」および「Reason Why」に差し替えて使用されている。
- I'm Here - 第6話、第9話〜第11話（最終話）
- Reason Why - 第7話、第8話

プロモーションビデオは久保茂昭監督が担当。久保監督曰く、「パズルのような巨大な謎の中に存在する立ち向かう心」と、「熱い戦いであり、孤独であるが高貴な心」を抽象的にイメージして制作したという。（PVは、2ndアルバム『WISH』、ベスト・アルバム『LOVE 〜Singles Best 2005-2010〜』に収録）

## 収録曲
1. I'm Here
  - （作詞：野口圭／作曲・編曲：原一博／ストリングスアレンジ：弦一徹）
  - 東宝配給映画『アンフェア the movie』主題歌
  - 関西テレビ・フジテレビ系ドラマ『アンフェア the special ダブル・ミーニング-二重定義』挿入歌
2. Reason Why
  - （作詞：深野香／作曲：蔦谷好位置／編曲：URU）
  - 東宝配給映画『アンフェア the movie』挿入歌
3. Faith -Teardance Remix-
  - （作詞：Kenn Kato／作曲：BOUNCEBACK／リミックス：大川カズト）
4. I'm Here -Instrumental-